# Pandémie de Covid-19 aux Philippines
- ≥100000
- 10000–99999
- 5000–9999
- 1000–4999
- 500–999
- 100–499
- 50–99
- 10–49
- 1–9

- ≥10000
- 5000–9999
- 1000–4999
- 500–999
- 100–499
- 50–99
- 10–49
- 1–9

La pandémie de Covid-19 aux Philippines démarre officiellement le 30 janvier 2020. À la date du 1er novembre 2022, le bilan est de 64 109 morts.

## Historique

### Premiers cas
Le premier cas de la Covid-19 aux Philippines a été confirmé le 30 janvier 2020. Le patient diagnostiqué était une Chinoise de 38 ans de Wuhan, arrivée à Manille en provenance de Hong Kong le 21 janvier. Elle a été admise à l'hôpital San Lazaro de Manille le 25 janvier après avoir demandé une consultation en raison d'une légère toux.
Le compagnon de cette dernière est le deuxième cas confirmé du pays. Sa mort le 1er février 2020 a été la première enregistrée hors de Chine.

### Première vague
Une première vague est enregistrée durant l'été 2020, la barre des 20 000 cas confirmés hebdomadaires est passées durant la semaine du 23 au 29 juillet 2020 ainsi que celle du 6 au 12 août 2020; semaine durant laquelle le nombre de décès atteint son sommet à 507. Une décrue du nombre de cas s'amorce alors jusqu'en janvier 2021.

### Deuxième vague
La barre des 10 000 morts est atteinte le 20 janvier 2021. Une deuxième vague de contaminations commence à toucher le pays à partir du mois de février. Le nombre de contaminations hebdomadaire s’envole dès la première semaine du mois de mars (qui compte plus de 20 000 contaminations) et reste en constante hausse jusqu'au mois d'avril; passant la marque des 60 000 contaminations et des 500 décès durant la semaine du 25 au 31 mars 2021.
Le millionième cas confirmé est enregistré le 26 avril 2021, date à laquelle le nombre de décès s’élève à 16 853. 11,5 millions de tests ont été effectués à cette date.

## Mesures de confinement
Afin de limiter la propagation de la maladie à coronavirus 2019 (Covid-19) aux Philippines, des mesures de confinement, officiellement qualifiés de « Community Quarantines » par le gouvernement, ont été imposés dans de nombreuses régions du pays. L'« Enhanced Community Quarantine » (ECQ) est la plus stricte de ces mesures. Les résidents des localités soumises à une Enhanced Community Quarantine (ECQ) sont généralement tenues de rester chez eux, étant interdits de se rendre dans d'autres villes ou barangays. Les gouvernements du barangay peuvent délivrer des laissez-passer de quarantaine permettant aux résidents d'acheter des produits essentiels en dehors des heures de couvre-feu et dans la juridiction des barangays émetteurs.
La General Community Quarantine (GCQ), qui a été introduite le 1er mai 2020, est moins stricte que l'ECQ. Le transport public est autorisé à une capacité réduite et certaines entreprises sont autorisées à opérer en fonction de leur industrie. Les centres commerciaux sont également autorisés à fonctionner, bien que seuls certains stands et magasins soient autorisés à ouvrir.

## Réponses gouvernementales
Le gouvernement proclama le State of Calamity (État d'urgence) en mars 2020. Prolongé en septembre de la même année il sera actif jusqu'en septembre 2021.
Deux plans de sauvetage de l'économie sont mis en place : Bayanihan to Heal as One Act et Bayanihan to Recover as One Act.
Les Forces armées ont été sollicitées pour transporter du matériel médical et des travailleurs rapatriés.

## Réponse médicale

### Campagne de tests

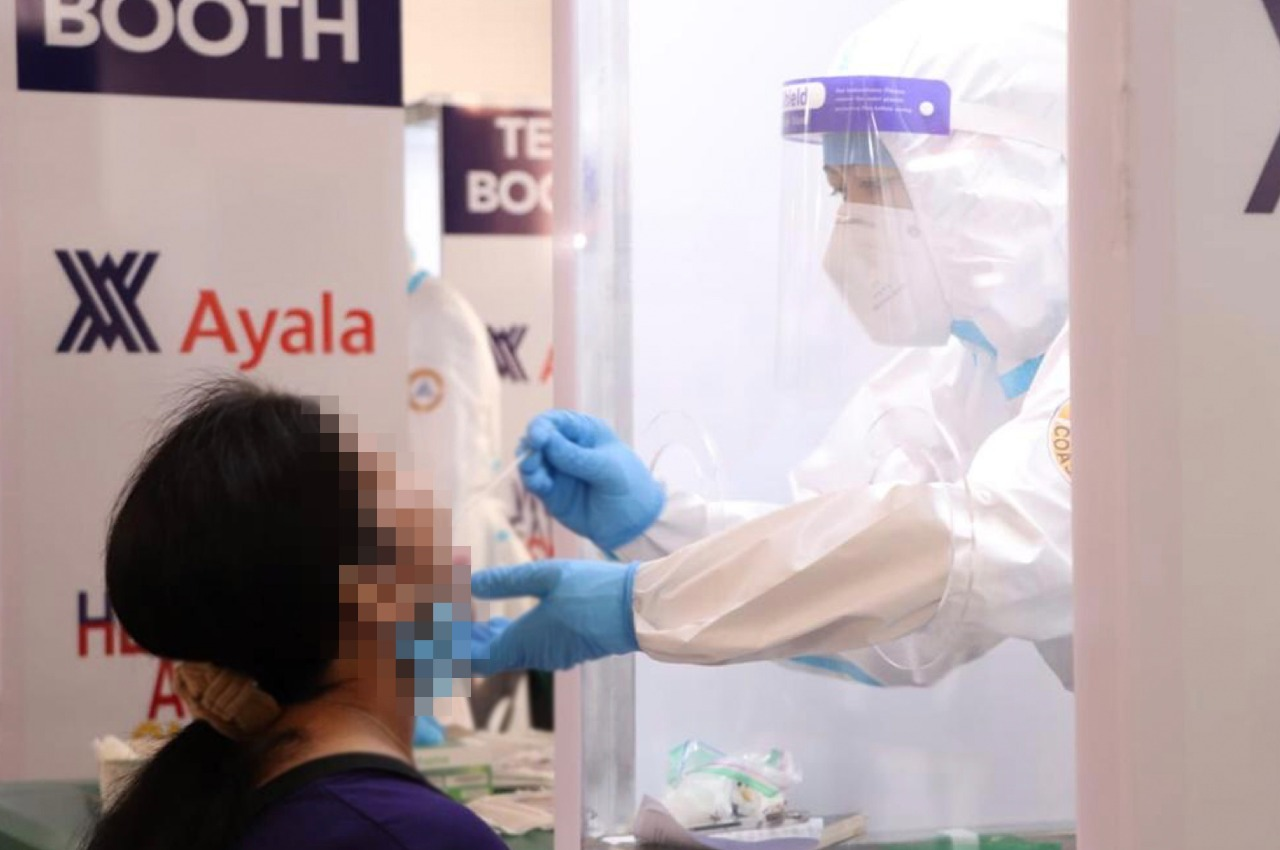
Le centre de test Palacio de Maynila

Au début de la pandémie, le dépistage de la Covid-19 aux Philippines était uniquement limité aux personnes ayant des antécédents de voyage dans des pays avec des cas de transmission locale et à celles ayant été exposées aux personnes positives à la Covid-19. 
Les protocoles de test ont été révisés à la mi-mars 2020 pour donner la priorité au dépistage de toute personne présentant des symptômes graves ainsi que des personnes âgées, enceintes et immunodéprimées présentant au moins des symptômes bénins. Le 30 mars 2020, les agents de santé symptomatiques sont également considérés comme prioritaires pour les tests.
En juillet 2020, il y avait 85 laboratoires capables de traiter les tests dans tout le pays, avec 25 000 analyses effectuées quotidiennement. Le pays a effectué plus de 3 millions de tests en septembre 2020. La barre des 7 millions de tests a été atteinte en janvier 2021, avec 181 laboratoires équipés pour une capacité qui approche les 40 000 analyses par jour. 

### Campagne de vaccination

#### Contexte
Dans des circonstances normales, les médicaments et les vaccins sont examinés pour approbation par la Food and Drug Administration (FDA) dans un délai de six mois. Le président Rodrigo Duterte, afin d'accélérer la réponse médicale du gouvernement à la pandémie, a signé un décret le 2 décembre 2020 qui a permis à la FDA d'accorder une autorisation d'utilisation d'urgence (EUA) aux vaccins et traitements Covid-19. Une EUA pour un vaccin particulier autoriserait le gouvernement à acheter ledit vaccin et permettrait de l'utiliser pour le programme de vaccination. Un EUA n'autoriserait pas l'utilisation commerciale de ces vaccins ou ne consentirait pas à l'utilisation du vaccin pour un usage personnel. L'objectif pour 2021 est l'achat de 148 millions de doses afin de couvrir 70% de la population.
Les Philippines disposent de trois voies d'approvisionnements pour ces vaccins : les dons directs par des pays, les dons de l'OMS via l'initiative COVAX et l'achat auprès des laboratoires. Le gouvernement philippin, associé au secteur privé, a négocié avec divers fabricants étrangers pour sécuriser l'approvisionnement en vaccins Covid-19 du pays.

#### Déroulement
Les vaccins validés par la FDA sont :
- Le premier vaccin autorisé est celui de Pfizer le 14 janvier 2021[7].
- Le 28 janvier 2021 c’est le vaccin d'AstraZeneca[8] qui est autorisé par la FDA.
- Le 22 février 2021 c'est le vaccin de Sinovac qui est autorisé par la FDA[9].
- Le 19 mars 2021 Sputnik V devient le quatrième vaccin autorisé [10].
- Le 19 avril 2021 Covaxin du laboratoire indien Bharat Biotech et le vaccin de Johnson & Johnson/Janssen sont validés par la FDA[11].
- Le 5 mai 2021 le vaccin de Moderna est autorisé par la FDA[12].
- Le 7 juin 2021 c'est Sinopharm qui est autorisé[13].

Les commandes passées par le gouvernement et le secteur privé totalisent:
- AstraZeneca ( Royaume-Uni) : 17 millions de doses[14].
- Gamaleya Research Institute ( Russie) : 20 millions de doses[15].
- Moderna ( États-Unis) : 20 millions de doses[16].
- Novavax ( États-Unis) : 30 millions de doses[17].
- Pfizer ( États-Unis) : 40 millions de doses[18].
- Sinovac Biotech ( Chine) : 25 millions de doses[19].

Celles via le programme COVAX :

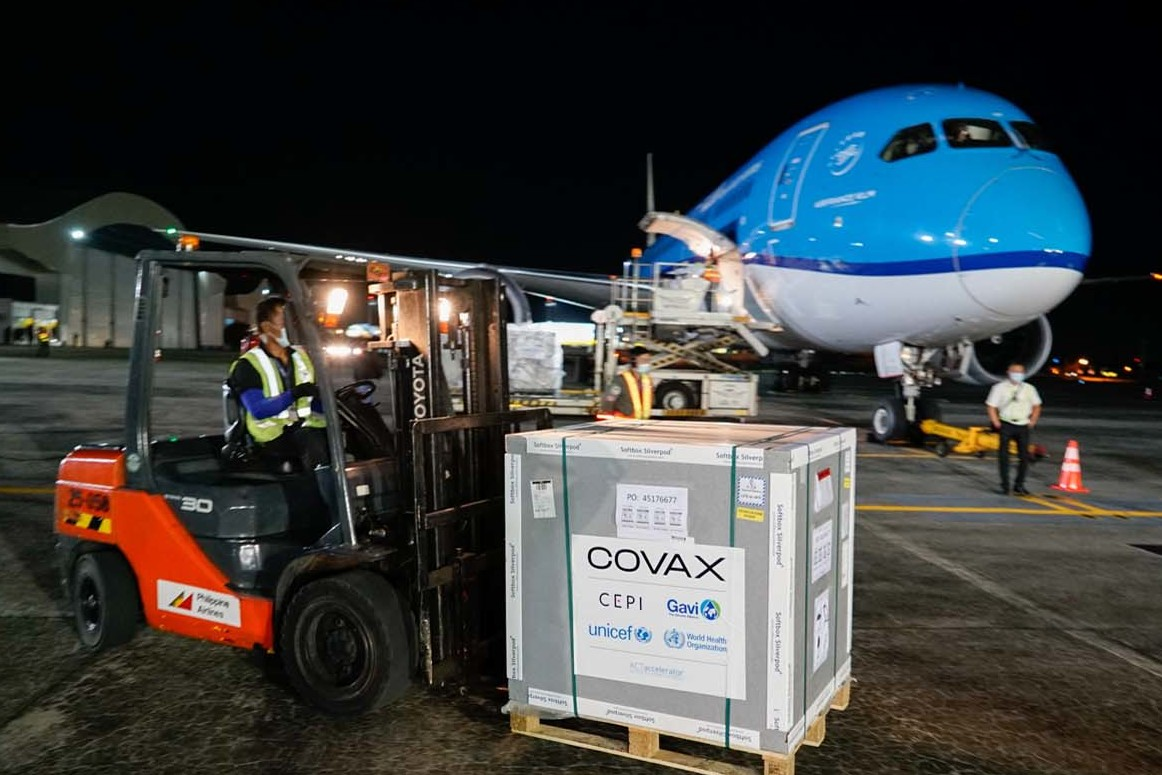
Les doses AstraZeneca du programme COVAX à l'aéroport de Manille le 4 mars 2021.

- Pfizer ( États-Unis) qui sera distribué dans les grandes villes du pays ayant les ressources logistiques pour le stocker (-70°)[20].
- AstraZeneca ( Royaume-Uni) qui pourront être facilement distribuées dans les provinces éloignées des grands centres urbains.

La première livraison a lieu le 28 février 2021 avec 600 000 doses du laboratoire Sinovac donnés par la Chine. Suivent 487 200 doses d'AstraZeneca du programme COVAX le 4 mars 2021. 
La barre du million de personnes vaccinées est passée le 12 avril 2021, avec 1 007 356 ayant reçu une première dose et 132 288 une deuxième dose. Le 4 août 2021 c'est le cap des 10 millions de personnes complètement vaccinées qui est passé.

## Les travailleurs détachés et marins
En janvier 2021, plus de 300 000 travailleurs détachés ont été rapatriés aux Philippines depuis le début de la pandémie. Au 6 avril 2021, 16 569 citoyens philippins dans 91 pays ont contracté le virus.
Les Philippines étant un grand pourvoyeur de marins, avec plus de 400 000 avant la pandémie (sur un total d'environ 1,6 million), le pays dut retravailler toutes les procédures de changement d'équipage des navires de commerce afin de limiter la propagation du virus. Plus d'une douzaine de navires de croisière patientèrent aussi en baie de Manille durant le printemps 2020 afin de débarquer les philippins du bord.

## Désinformation
Au printemps 2020, l'armée américaine mène une campagne secrète pour contrer l'influence croissante de la Chine aux Philippines, en diffusant des messages anti-vaccins via des comptes fictifs sur les réseaux sociaux. Cette opération vise spécifiquement le vaccin chinois CoronaVac, et des publications émises sur les réseaux sociaux par les faux comptes américains mettent en doute la sécurité des masques, des tests et des vaccins chinois. Après s'être prolongée au début du mandat de Joe Biden, la campagne est interrompue en 2021 après une interdiction de l'administration Biden. Plusieurs experts de la santé américains et philippins condamnent cette campagne, soulignant son impact négatif sur la confiance publique en pleine pandémie,,.

## Statistiques

Nombre de cas (en bleu) et de décès (en rouge) dus à la Covid-19 aux Philippines.